# Bodcaw, Arkansas
Bodcaw là một thị trấn thuộc quận Nevada, tiểu bang Arkansas, Hoa Kỳ. Năm 2010, dân số của thị trấn này là 138 người.

## Dân số
- Dân số năm 2000: 154 người.
- Dân số năm 2010: 138 người.